# Municipio de Pleasant (condado de Smith)
El municipio de Pleasant (en inglés: Pleasant Township) es un municipio ubicado en el condado de Smith en el estado estadounidense de Kansas. En el año 2010 tenía una población de 37 habitantes y una densidad poblacional de 0,4 personas por km².

## Geografía
El municipio de Pleasant se encuentra ubicado en las coordenadas 39°52′27″N 98°53′47″O / 39.87417, -98.89639. Según la Oficina del Censo de los Estados Unidos, el municipio tiene una superficie total de 92.77 km², de la cual 92,72 km² corresponden a tierra firme y (0,05 %) 0,05 km² es agua.

## Demografía
Según el censo de 2010, había 37 personas residiendo en el municipio de Pleasant. La densidad de población era de 0,4 hab./km². De los 37 habitantes, el municipio de Pleasant estaba compuesto por el 86,49 % blancos, el 8,11 % eran de otras razas y el 5,41 % eran de una mezcla de razas. Del total de la población el 13,51 % eran hispanos o latinos de cualquier raza.